# Frontera entre Montenegro y Serbia
La frontera entre Serbia y Montenegro es la frontera internacional entre Serbia y Montenegro desde que ambos países disolvieron su federación. La longitud de la frontera es de 157 kilómetros con Serbia y 76 kilómetros con Kosovo.

## Estatuto
El estatus de Kosovo no tiene consenso a nivel internacional. Este se separó de Serbia en 2008, pero esta última no reconoce esta independencia y ha considerado siempre en la zona como una provincia autónoma de su propio territorio.
La frontera corre en parte de su territorio. Si Kosovo fuera reconocido como independiente por la comunidad internacional, entonces Montenegro tendría frontera común con Kosovo. De hecho, Montenegro reconoció la independencia de Kosovo el 9 de octubre de 2008.

## Trazado
Empieza al norte al trifinio de ambos estados con Bosnia y Herzegovina y continúa en dirección sudeste hacia el norte de la ciudad montenegrina de Pljevlja. Al norte de Bijelo Polje atraviesa el río Lim, pasando por la ciudad de Rožaje desde el este, llegando a las montañas Mokra Gora. De allí va al sur, ya en Kosovo, al trifinio con Albania. Separa los municipios montenegrinos de Pljvelja, Bijelo-Polje, Berano, Rosaje de las regiones de Bačka y Kosovo.
Las principales autovías entre ambos estados son:
- Pljvelja (Montenegro) - Priboj (Serbia)
- Bijelo-Polje (Montenegro) - Prijapolje (Serbia).
- Ivangrad (Montenegro) - Kosovo.

## Historia
La frontera tiene un origen antiguo. Fue establecida por primera vez en virtud del tratado del 12 de noviembre de 1913, en qué Serbia y Montenegro establecieron la división del Sandžak de Novi Pazar. La frontera sobrevivió hasta 1918, cuando Montenegro fue incluido en el Reino de los Serbios, Croatas y Eslovenos, y el 1929 en el Reino de Yugoslavia.  En 1945 ambos países serían repúblicas constitutivas de la República Federativa Socialista de Yugoslavia. Tras la disolución de Yugoslavia en 1991 Serbia y Montenegro continuaron manteniendo la federación yugoslava hasta que el 2006 Montenegro proclamó su independencia.